# Малиновка (Белебеевский район)

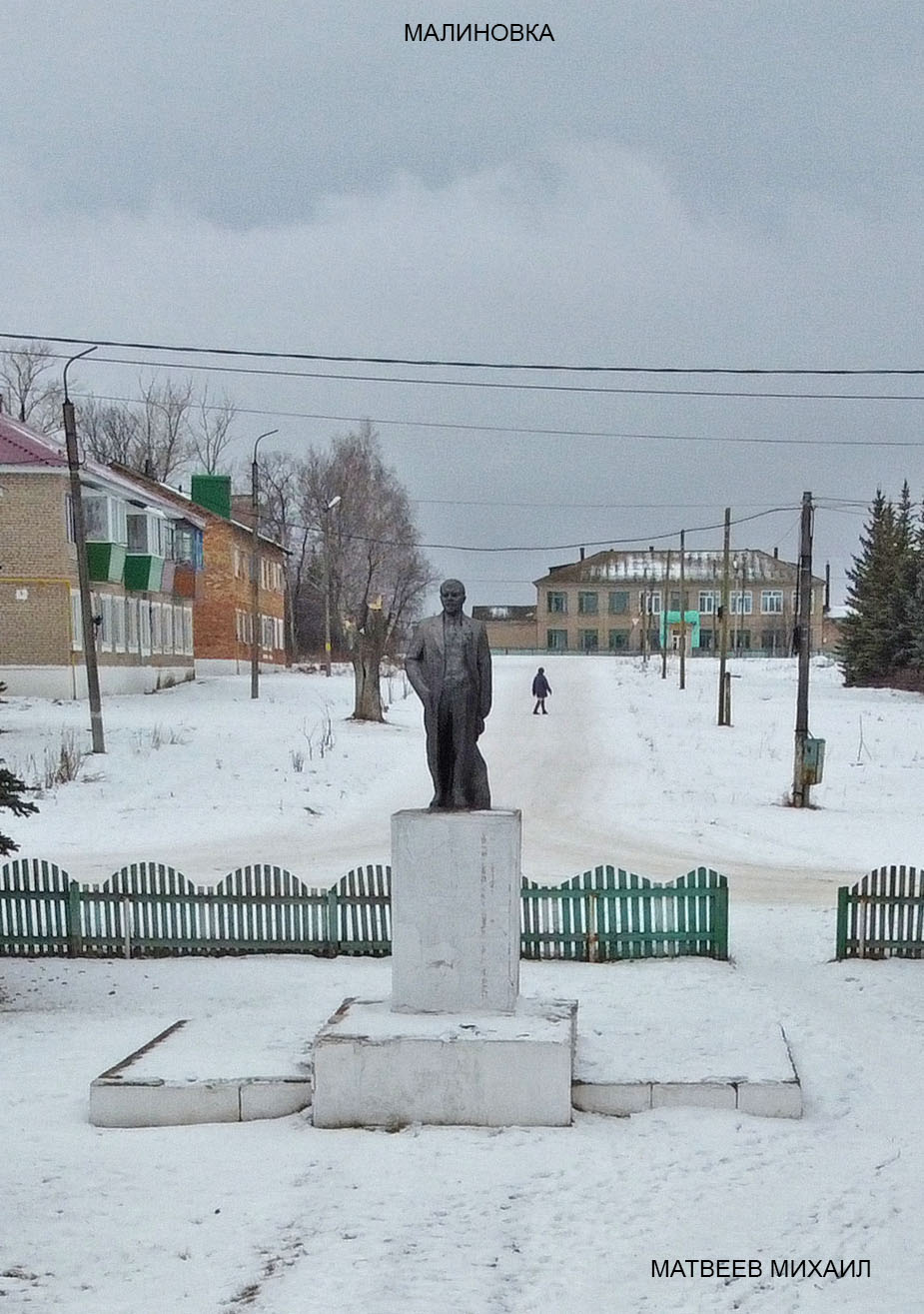
Памятник В. И. Ленину

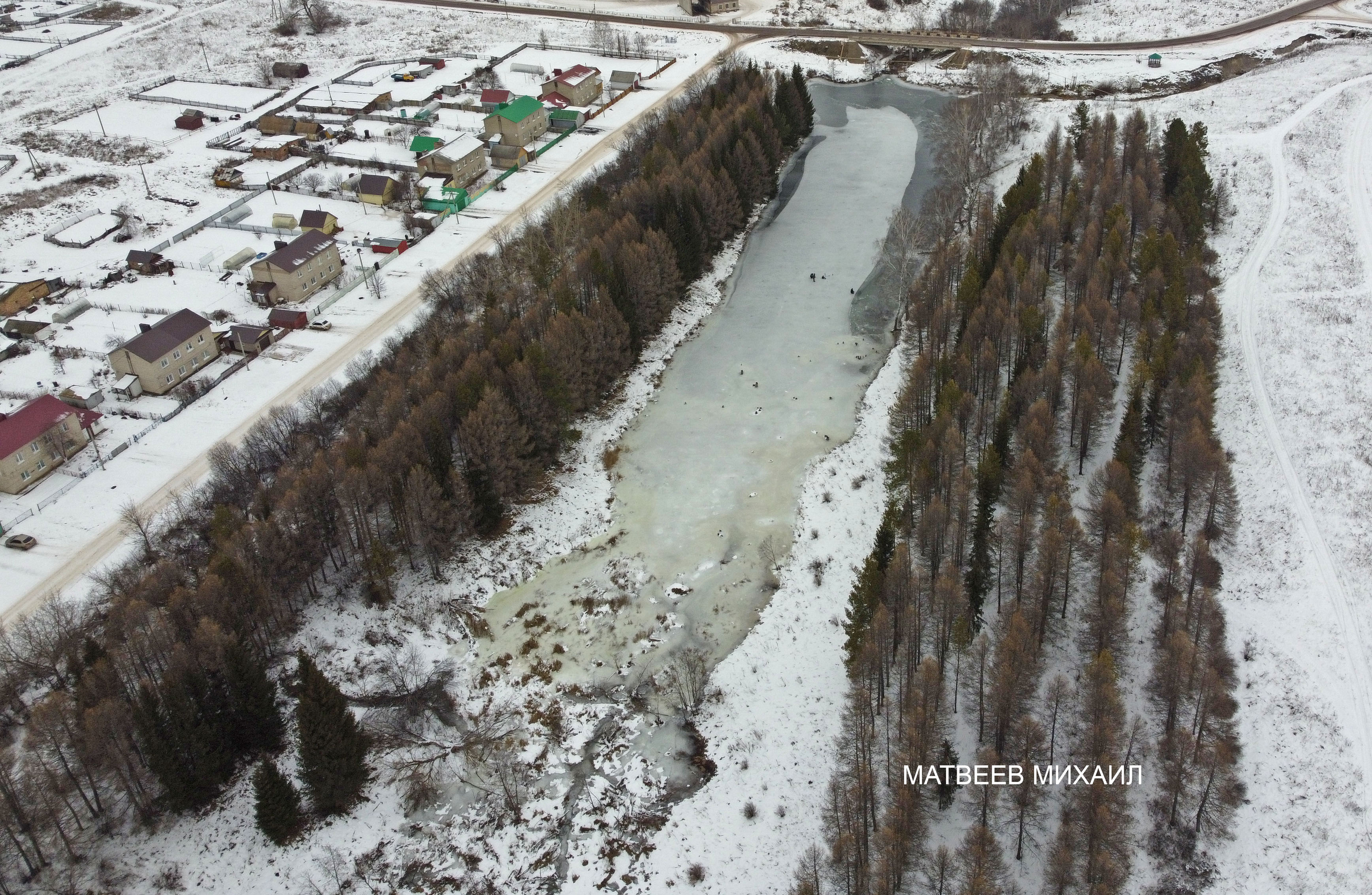
Пруд в селе

Мали́новка (баш. Малиновка) — деревня в Белебеевском районе Башкортостана. Административный центр Малиновского сельсовета.

## Географическое положение
Расстояние до:
- районного центра (Белебей): 14 км,
- ближайшей ж/д станции (Аксаково): 5 км.

## История
Деревня основана в Белебеевском уезде в начале XX века переселенцами из города Кривой Рог.

## Население
| 2002 | 2009 | 2010 |
| ---- | ---- | ---- |
| 459  | ↗499 | ↘440 |

### Национальный состав
Согласно переписи 2002 года, преобладающая национальность — русские (42 %).